# Boby na Zimních olympijských hrách 1980
Boby na olympiádě v Lake Placid.

## Medailové pořadí zemí
| Pořadí | Země                                 | Zlato | Stříbro | Bronz | Celkově |
| ------ | ------------------------------------ | ----- | ------- | ----- | ------- |
| 1.     | Německá demokratická republika (GDR) | 1     | 1       | 2     | 4       |
| 2.     | Švýcarsko (SUI)                      | 1     | 1       | 0     | 2       |
|        | Celkem                               | 2     | 2       | 2     | 6       |

## Medailisté

### Muži
| Disciplína | Zlato | Výkon   | Stříbro                                                                             | Výkon   | Bronz | Výkon   |
| ---------- | --- | ------- | ----------------------------------------------------------------------------------- | ------- | --- | ------- |
| dvojbob    | Švýcarsko (SUI) · Erich Schärer · Josef Benz                                                                          | 4:09,36 | Německá demokratická republika (GDR) · Bernhard Germeshausen · Hans-Jürgen Gerhardt | 4:10,93 | Německá demokratická republika (GDR) · Meinhard Nehmer · Bogdan Musiol                                   | 4:11,08 |
| čtyřbob    | Německá demokratická republika (GDR) · Meinhard Nehmer · Bogdan Musiol · Bernhard Germeshausen · Hans-Jürgen Gerhardt | 3:59,92 | Švýcarsko (SUI) · Erich Schärer · Ulrich Bächli · Rudolf Marti · Josef Benz         | 4:00,87 | Německá demokratická republika (GDR) · Horst Schönau · Roland Wetzig · Detlef Richter · Andreas Kirchner | 4:00,97 |